# الأنثروبولوجيا العامة
تُظهر الأنثروبولوجيا العامة وفقًا للأستاذ في جامعة هاواي باسيفيك روبرت بوروفسكي «قدرة الأنثروبولوجيا وعلمائها على معالجة المشكلات خارج نطاق الانضباط – بالإضافة إلى تسليط الضوء على القضايا الاجتماعية الكبرى في عصرنا، وكذلك تشجيع المحادثات العامة الواسعة حولهم مع هدف واضح من أجل تعزيز التغيير الاجتماعي» (بوروفسكي 2004). يُعتبر عمل منظمة بارتنرز إن هيلث أحد الأمثلة على استخدام الأساليب والبيانات الأنثروبولوجية لأجل حل المشكلات الكبيرة أو المعقدة.

## علاقتها بالأنثروبولوجيا التطبيقية
انتقد عالم الإنسان الأمريكي ميريل سينجر مفهوم الأنثروبولوجيا العامة بسبب تجاهلها للأنثروبولوجيا التطبيقية. إذ كتب قائلًا: «نظرًا إلى قيام العديد من علماء الأنثروبولوجيا التطبيقيين بأنواع الأعمال التي توصف حاليًا باسم (بّي أيه أو الأنثروبولوجيا العامة)، من الصعب فهم سبب الحاجة إلى تسمية جديدة، إلا في حال كانت طريقة من أجل إبعاد علماء الأنثروبولوجيا العامة عن علماء الأنثروبولوجيا التطبيقية» (سينجر 2000: 6). وبالمثل، كتبت باربرا ريلكو-بوير: «على المرء أن يتساءل ما هو الغرض من هذه التسميات الناشئة التي تميز بين الأنثروبولوجيا التطبيقية/الممارسة؟ في حين أن هدفها الواضح هو خدمة المصالح الشخصية لأولئك الذين يطورونها، فمن الصعب أن نرى كيف أنها تخدم مصالح النظام الأوسع» (ريلكو-بوير 2000: 6). رد إريك هانستاد على تعليق سينجر بالقول إن الأنثروبولوجيا العامة لا تستلزم بالضرورة استبعاد الأنثروبولوجيا التطبيقية (هانستاد 2001a). دافع آلان جيفري فيلدز عن مفهوم الأنثروبولوجيا العامة من خلال الادعاء بأنها «تسمية مفيدة لسبب مهم واحد: إنها تسترعي الانتباه إلى وجود انقسام بين المفاهيم العامة والأكاديمية» (فيلدز 2001a). يفضل بوروفسكي -الذي صاغ المصطلح- عدم الانخراط في مثل هذه الجدالات، خاصة وأن المصطلح كان في الأصل مجرد مصطلح لسلسلة كتب نشرتها مطبعة جامعة كاليفورنيا. كتب: «أشعر بعدم الارتياح من الانزعاج فيما وصفه سيغموند فرويد بـ[نرجسية الاختلافات الصغيرة] - المجموعات ذات الصلة التي تتجادل حول اختلافات صغيرة للتمييز بين هوياتهم. هناك الكثير من المشكلات الخطيرة التي يجب على الأنثروبولوجيا معالجتها» (بوروفسكي 2019: 130).